# NUsport
NUsport is een voormalig Nederlands sporttijdschrift dat maandelijks verscheen en uitgegeven werd door Sanoma Men's Magazines. Het blad werd begin 1998 opgericht als Sportweek. Op 3 mei 2010 ging Sportweek na een fusie samen met NUsport. Later bleef alleen de website bestaan. Vanaf het seizoen 2016/2017 was NUsport de naamgever van alle uitzendingen van SBS Sport.

## Ontstaan
Sportweek ontstond halverwege de jaren negentig uit de Nieuwe Revu.
De toenmalige directievoorzitter van VNU Tijdschriften, Theo Bouwman, die afkomstig was van Weekbladpers, dat tevens Voetbal International uitgeeft, was aanvankelijk enthousiast. Toen het plan binnen VNU op een bloedgroepenstrijd dreigde uit te lopen tussen het Amsterdamse VNU Geïllustreerde Pers en het Haarlemse VNU Spaarnestad, dat vanuit Panorama ook aan een nieuw sportweekblad werkte, durfde Bouwman de lancering van een weekblad niet aan.
De initiatiefnemers, hoofdredacteur Frans Lomans en uitgever Arie Bruin, zochten hierop hun heil buiten VNU. Nadat Edwin Lugt zich aan het initiatief had verbonden, vond het drietal kapitaalkrachtige financiers in Holland Venture en Residentie, het huidige Residex van Achmea. Eind 1997 sloten Audax en NOS een overeenkomst voor de lancering van een sportweekblad. Dit gebeurde nadat de voormalig hoofdredacteur van Panorama, Arjan Burger, met het daar ontwikkelde concept voor een sportweekblad zich bij hen had aangemeld. Sportweek lanceerde haar eerste nummer op 9 april 1998, vlak voor het WK-voetbal in Frankrijk.
Er ontstond een bladenoorlog met Sanoma, waarin vervolgens ook de sportbladentak van Weekbladpers zich mengde, onder leiding van directeur Cees van Nijnatten. Het maandblad Sport International werd in allerijl omgevormd tot een weekblad en verscheen vlak voor het WK-voetbal voor het eerst. Audax/NOS kwamen met hun weekblad SportVisie uiteindelijk pas in augustus, na het WK-voetbal, op de markt. Zowel SportVisie als de wekelijkse Sport International werden na enkele maanden wegens gebrek aan succes weer van de markt gehaald. Sportweek overleefde de strijd en werd na enkele jaren overgenomen door Sanoma. Zo kwam de titel uiteindelijk terug bij het uitgeefconcern waar het in de VNU-jaren ooit was bedacht. Voetbal International werd door Sportweek niet van zijn troon gestoten en is nog steeds van groot belang voor de winstgevendheid van Weekbladpers.
In januari 2013 werd NUsport van weekblad maandblad. Dit kon het blad niet redden. Op 8 oktober 2013 werd bekendgemaakt dat Sanoma stopte met de uitgave van NUsport vanwege tegenvallende verkoopcijfers. De laatste editie verscheen op 14 november 2013.

## Inhoud
Het tijdschrift besteedde met name aandacht aan voetbal, hockey, tennis, formule 1, schaatsen, wielrennen en Amerikaanse sporten.

### Voetballer van het Jaar
Sportweek fuseerde in 2010 met NUsport, maar reikte daarvoor al de prijs van Voetballer van het Jaar uit. Het gaat om de volgende voetballers uit de eredivisie, gekozen door sportjournalisten van NUsport.
- 2006 -  Dirk Kuijt (Feyenoord)
- 2007 -  Alex (PSV)
- 2008 -  Heurelho Gomes (PSV)
- 2009 -  Mousa Dembélé (AZ)
- 2010 -  Maarten Stekelenburg (Ajax)
- 2011 -  Theo Janssen (FC Twente)
- 2012 -  Jan Vertonghen (Ajax)
- 2013 -  Graziano Pellè (Feyenoord)

## Columnisten
Bekende columnisten in het tijdschrift zijn onder anderen:
- Nando Boers
- Jacques Brinkman
- Robert Doornbos
- Louis van Gaal
- Ruud Gullit
- Pierre van Hooijdonk
- Kees Jansma
- Wilfried de Jong
- Hein de Kort
- Karsten Kroon
- John van Lottum
- Mart Smeets
- Erben Wennemars
- Thijs Zonneveld
- Richard Krajicek

## Oplage
| Jaar | Betaalde gerichte oplage | Totaal verspreide oplage |       |
| ---- | ------------------------ | ------------------------ | ----- |
| 2004 | 51.187                   | 56.501                   | [ 2 ] |
| 2006 | 45.897                   | 48.021                   | [ 3 ] |
| 2007 | 39.083                   | 41.236                   | [ 4 ] |
| 2011 | 28.064                   | 29.623                   | [ 5 ] |
| 2012 | 24.997                   | 26.197                   | [ 6 ] |